# Hotel Vancouver
Hotel Vancouver (oficiálně Fairmont Hotel Vancouver) je hotel v Britské Kolumbii, nacházející se ve vancouverském historickém jádru na rohu ulic West Georgia Street a Burrard Street.

## Dějiny hotelu
Hotel se 17 patry má výšku 111 m, jeho architekty byli John S. Archibald a John Schofield. Součástí společnosti Canadian Pacific Hotels se stal v roce 1988 poté, co tato společnost odkoupila síť hotelů CN Hotels. Canadian Pacific Hotels se později přejmenovala na Fairmont Hotels and Resorts.
Je to třetí Vancouverský hotel s tímto názvem, otevřený byl v květnu 1939. První dva stejnojmenné hotely se nacházely na jižní straně ulice West Georgia Street mezi ulicemi Howe Street a Granville Street.
Až do otevření CBC Regional Broadcast Centre v 70. letech 20. století se kanceláře a vysílací studia vancouverské pobočky CBC nacházely v mezipatře hotelu, směrem k rohu ulic Hornby Street a Georgia Street. V přízemí se nacházelo velké zvukové studio ve stylu art deco, které sloužilo pro rozhlasové vysílání.